# ناروتو شيبودن (الموسم 3)
الموسم الثالث من مسلسل ناروتو شيبودن أخرجه هاياتو داتيه وأنتجه إستديو بيرو و‌تلفاز طوكيو. الموسم مبني على أحداث من الجزء الثاني من مانغا ناروتو يكتبها ويرسمها ماساشي كيشيموتو. عُرض الموسم في اليابان على تلفاز طوكيو من 3 أبريل حتى 14 أغسطس 2008. أُصدر في اليابان بعنوان حراس النينجا الاثنا عشر (守護忍十二士 شوغونين جونيشي)، وهو يحكي عن فريق كاكاشي والتقائهم بنينجا راهب يدعى سورا والذي يحمل ماضيًا مشتركًا مع أسوما ساروتوبي وهدفه تدمير كونوها.
أصدرت أنبليكس الموسم لاحقًا على ثلاثة أقراص دي في دي في اليابان من 3 سبتمبر حتى 5 نوفمبر 2008. في 2 يناير 2009، بدأ كرانشي رول و‌فيز ميديا بتوفير حلقات مترجمة من الموسم.
شارة البداية لهذا الموسم هي "طائر أزرق" (ブルーバード بوروبادو) بواسطة إكيمونو غاكاري وشارتا النهاية كانتا "قوس قزح صادق" (素直な虹 سوناو نا نيجي) بواسطة سرفيس (بالإنجليزية: Surface) من الحلقة 54 إلى الحلقة 63 و«الشباب المكسور» (Broken Youth) بواسطة نيكو تاتشز ذا وول من الحلقة 64 إلى الحلقة 71. الفيلم الثاني لناروتو شيبودن الروابط قد أُصدر في 2 أغسطس 2008. النسختان المعروضتان من الحلقتان 70 و71 تضمنتا مشاهد من الفيلم في شارة البداية مع بقاء الموسيقى الأصلية.

## أحداث الموسم
يتمحور هذا الموسم حول الحراس الإثني عشر للهوكاغي وكون أسوما ساروتوبي (قائد الفريق العاشر) الذي يعرف الفريق السابع ماضيه من الكاهن سورا وقد تدرب على مهارات خاصة لا يتقنها إلا الكهنة وأهم هؤلاء الكهنة هو كيروكو وزميل أسوما والذي كان هو أيضا أحد الحراس الإثني عشر للورد الإقطاعي لدولة النار وظهور محنة جديدة حيث ظهرت عصابة من النينجا اللصوص يترأسها نينجا يدعى فوريدو والذين يسرقون القرى ويدمرونها وحاولوا تدمير كونوها لكنهم فشلوا وتغلب عليهم شينوبي كونوها.

## قائمة الحلقات
| رقم الحلقة | عنوان الحلقة                                                   | فصول المانغا                                          | تاريخ العرض الأصلي                                    |
| حراس النينجا الاثنا عشر (守護忍十二士 شوغونين جونيشي) | حراس النينجا الاثنا عشر (守護忍十二士 شوغونين جونيشي)          | حراس النينجا الاثنا عشر (守護忍十二士 شوغونين جونيشي) | حراس النينجا الاثنا عشر (守護忍十二士 شوغونين جونيشي) |
| --- | -------------------------------------------------------------- | ----------------------------------------------------- | ----------------------------------------------------- |
| 54 | «كابوس» "أكومو" (悪夢)                                         | 311-312                                               | 3 أبريل 2008                                          |
| تراود ناروتو كوابيس حول استعماله لتشاكرا الكيوبي، ويخبره معلمه كاكاشي أن ذلك يدل على أنه لا بد أن يتدرب بسرعة ليكتسب القوة. يتدخل فريق أسوما ساروتوبي في الأمر ويبدأ ساي بأعطائهم القاب للتقرب منهم وتغضب ساكورا كثيرا لأن ساي لقب إينو بالجميلة وتضربه بقوة. |                                                                |                                                       |                                                       |
| 55 | «الرياح» "كازي" (旋風)                                         | 314-316                                               | 17 أبريل 2008                                         |
| يخرج كاكاشي من المستشفى ويبدأ بتدريب ناروتو ببرنامج تدريبي ويستطيع ناروتو استعمال تشاكرا الرياح بشكل رائع، ويتدخل ياماتو لمساعدة كاكاشي لتدريب ناروتو ويستعمل عنصر الخشب خاصته ليرفع من مستوى التدريب وبالتالي يستعمل ناروتو نسخ الظل خاصته ليتمكن من الإسراع في التدرب على مهارته الجديدة. |                                                                |                                                       |                                                       |
| 56 | «الالتواء» "أوغوميكو" (うごめく)                               | 317-318                                               | 24 أبريل 2008                                         |
| يكمل ناروتو تدريبه باستعمال النسخ وهنا ينضم إليه أسوما ويساعده في تدريبه على عنصر رياحه باستعمال عنصر رياحه الخاص ويرى أن ناروتو قادر على تطوير مهاراته وهو يحتاج فقط لبعض الوقت وهنا يأتي ياماتو ويخبرهما بأن فريقه وفريق أسوما لديهم مهمة خارج القرية ويتأسفون لناروتو لعدم إكمال تدريبه معه، ويتبين أن أسوما ابن الهوكاغي الثالث وزوج كوريناي وعم كونوهامارو ويذهب الفريقان لحماية أربعة قرى مخفية في دولة النار. |                                                                |                                                       |                                                       |
| 57 | «الحرمان من النوم الأبدي» "أوباواريتا نيموري" (奪われた永眠り) | حصرية                                                 | 8 مايو 2008                                           |
| يصل فريق ياماتو إلى القرية وبالضبط مكان التقائهم بفريق أسوما لكنهم لم يصلوا بعد ويفترق الفريق ويذهب كل عضو إلى قرية ويواجه ناروتو أحد الرهبان الذي يستعمل أسلوب الرياح أيضًا ويتعاركان ولكن يأتي باقي أعضاء الفريق والرهبان ويتوقفان عن العراك بينهما ويخبرهم الراهب أنه يدعى سورا ويتوجهون إلى مكان التقاء الفريق السابع بالفريق العاشر. |                                                                |                                                       |                                                       |
| 58 | «الوحدة» "كودوكو" (孤独)                                       | حصرية                                                 | 8 مايو 2008                                           |
| قبل ذهاب الفريق إلى مكان الالتقاء يتوقفون عند الرهبان ويخبرهم سورا أنه كان أحد الحراس الاثني عشر للورد الإقطاعي لدولة النار ويصل الرهبان إلى قريتهم ليلتقوا برهبان ٱخرين ويعارك ناروتو مرة أخرى سورا لكن يتدخل راهب يدعى كيروكو ويوقفهما وفي اليوم التالي يذهب ناروتو عند الراهب سورا ويجده يتدرب على عنصر رياحه ليصبح أقوى ويتمكن من الإنتقام لأبيه ويذهب ناروتو للحاق بفريقه ويخبروه بأن أحد القرى تعرضت للسرقة. |                                                                |                                                       |                                                       |
| 59 | «عدو جديد» "أراتانا تيكي" (新たな敵)                           | حصرية                                                 | 15 مايو 2008                                          |
| تعلم الهوكاغي الخامس تسونادي بأن دانزو يخطط لشيء لكنها لا تعرف ماهيته بينما يذهب فريق ياماتو وسورا وكيروكو إلى القرية ويكون النينجا قد استولوا عليها ويأمرهم زعيمهم بأن يضعوا فخاخا لهم لكنهم يتجاوزونهم ويعاركوهم ويعلم ياماتو أنهم يستهدفون أحد أعضاء فريقه ويتمكن كل الفريق من القضاء على النينجا السارقين. |                                                                |                                                       |                                                       |
| 60 | «عدم الاستقرار» "أوتينبين" (有為転変)                          | حصرية                                                 | 22 مايو 2008                                          |
| يقضي الفريق على كل النينجا السارقين ويهاجمون الزعيم ويوقفهم فودو وفوكا ويقاتلون ناروتو وساي وياماتو، بينما في كونوها ترسل تسونادي مجموعة من الأنبو لمراقبة دانزو ويعلم دانزو بأمرهم ويعرف أن تسونادي تتجسس عليه ويستمر فريق ياماتو في قتالهم ويقضون على فودو وينقذ ساي ساكورا من هجمة فوكا. |                                                                |                                                       |                                                       |
| 61 | «الاتصال» "سيشوكو" (接触)                                      | حصرية                                                 | 29 مايو 2008                                          |
| يهاجم سورا قائد النينجا السارقين فوريدو ويصد هجمته ويطلق سورا قوته الكاملة ويتعاركان ويتضح أن موت فودو مزيف ويهاجم مع نينجا آخر فوين ساي وساكورا وياماتو وتهزم فوكا ناروتو وتمسك به لأنها تستعمل العناصر الخمسة وتمسك ناروتو وتقبله وتأخذ من تشاكراه حتى تصل إلى تشاكرا الكيوبي ويتدخل سورا لإنقاذهم ولكن يعلقون ويأتي كيروكو مع الدعم لإنقاذهم وينسحب السارقين. |                                                                |                                                       |                                                       |
| 62 | «الزميل» "تشيميتو" (チームメイト)                              | حصرية                                                 | 5 يونيو 2008                                          |
| تعود الفرق إلى كونوها بعد تنفيذ مهمتهم ويعود معهم سورا ويبدأ سورا بالتجول في كونوها ويقابل تشوجي وكيبا ويشتبك معهما بمعركة ويتدخل ناروتو وروك لي في العراك ولكن يوقفهم أسوما وشيكامارو عن العراك ويذهب سورا مع أسوما ويخبره أنه يعرفه جيدا وقد تعلم منه العديد من المهارات أهمها مد التشاكرا إلى السلاح، بينما يغزو فورينو مع مساعديه عشيرة كوهاكو. |                                                                |                                                       |                                                       |
| 63 | «الملكان» "فوتاتسو نو غيوكو" (二つの玉)                        | حصرية                                                 | 19 يونيو 2008                                         |
| يلاحظ أسوما أن سورا يمتلك كما هائلا وقويا من التشاكرا أثناء تدريبه، بينما يكتشف ياماتو والهوكاغي تسونادي من كيروكو أن سورا كان مسؤولا عن حريق اندلع بإحدى القرى في دولة النار وتسبب في تدميرها، وأثناء تحدث أسوما مع سورا، يقرر تعليمه كيفية صنع سيفا قوي مدود بالشاكرا ويتذكر اليوم الذي استعمل فيه هذا السيف لقتل كازومو أب سورا لأنه هاجم الهوكاغي الثالث وقتله ويذهب بعدها لترك سورا يتدرب لوحده، وهنا يأتي فوريدو ويخبر سورا أن أسوما هو الذي قتل والده ويعطيه قطعتا الملك للعبة الشوجو ويغادر، ثم ينضم ناروتو لسورا في مكان التدريب وعندما يقترب منه يقذف سورا بكل غضب كوناي مدها بالشاكرا نحو شجرة ويسقطها بالكامل. |                                                                |                                                       |                                                       |
| 64 | «إشارات نار سوداء طائرة» "شيكوكو نو نوروشي" (漆黒の狼煙)       | حصرية                                                 | 3 يوليو 2008                                          |
| يلتقي دانزو بأحد النينجا من القرية المخفية في المطر بعد أن تفرد عن الأنبو، بينما يذهب سورا لقتل أسوما ويجده ويتعاركان ويخبره أسوما بأنه نادم لقتل أبيه كازومو لكن يتدخل ناروتو ويوقف العراك وهنا يأتي فوريدو ويخبر سورا بأنه عليه أن يقتل أسوما والهوكاغي للانتقام لوالده ويسمعه ناروتو ويحاول إيقافه لكنه لا يستطيع ويذهب مع أسوما لإخبار مساعدة الهوكاغي تشيزوني بالأمر التي توقف سورا لاحقا مع مجموعة من الأنبو وهنا يأتي ناروتو ويمنعهم من قتله، فجأة تظهر عاصفة برق في السماء وتوقع كل كونوها في الظلام. |                                                                |                                                       |                                                       |
| 65 | «قفل الظلام» "أنكوكو نو سيجو" (暗黒の施錠)                     | حصرية                                                 | 3 يوليو 2008                                          |
| بعد أن وقعت كل كونوها في الظلام، اكتشف أسوما أن تلك العاصفة تمتص طاقة البرق وتشاكرا أهالي كونوها من قبل أربع نينجا وهم فورينو وفوين وفوكا وفودو، فيتجه أسوما مع مجموعة من الأنبو لإيقافهم بينما يبقى ناروتو مع سورا وتسونادي، ويجد نينجا كونوها مكان النينجا ويكتشفون أنهم يستعملون تلك التشاكرا لتنشيط جثث عشيرة كوهاكو واستعمالهم لتدمير كونوها. |                                                                |                                                       |                                                       |
| 66 | «أرواح مبعوثة» "يوميغايرو تاماشي" (黄泉がえる魂)               | حصرية                                                 | 10 يوليو 2008                                         |
| ينجح فوريدو في تنشيط جثث عشيرة كوهاكو وجثث أربع من خادميه الذين قتلوا على يد الفريق السابع ويعاركون نينجا كونوها ويأمر أسوما ساكورا وياماتو بأن يقضيا على فودو وفوين لكن يوقفهم أحد الجثث المنشطة لخادمي فوريدو ويذهب ناروتو وسورا لعراك فوكا وفوريدو ويصلون إليهم ويبدأون بعراكهم ويذهب سورا لعراك فوريدو ويكتشف أنهم ينون استعمال عاصفة البرق لتدمير كونوها بالكامل. |                                                                |                                                       |                                                       |
| 67 | «نضال كل واحد» "سوريزوري نو شيتو" (それぞれの死闘)             | حصرية                                                 | 24 يوليو 2008                                         |
| بعد أن اكتشف سورا أن فوريدو ينوي تدمير كونوها علم أنه استغله واستغل أيضا حقده تجاه أسوما فيقرر حماية كونوها بحياته، تقوم ساكورا من هزيمة الجثث المنشطة الواقفة في طريقها وتذهب إلى فوين وتقتله وتبدأ عاصفة البرق بالاضمحلال، وهنا يأتي شيكامارو ويدخل المعركة ويخبرهم بأنه يمتلك خطة لإيقاف الجثث المنشطة بينما يكتشف ناروتو نقطة ضعف فوكا ويقضي ياماتو أيضا ونهائيا على فودو وتبدأ عاصفة البرق بالاضمحلال. |                                                                |                                                       |                                                       |
| 68 | «لحظة الصحوة» "ميزامي نو توكي" (目覚めの刻)                    | حصرية                                                 | 31 يوليو 2008                                         |
| بعد أن اكتشف ناروتو نقطة ضعف فوكا يحصل على الفرصة المناسبة ويقضي عليها براسينغان قاتلة، بينما يتوقف فوريدو وسورا عن القتال ويخبر فوريدو سورا أن انتقامه أهم ولكن يرفض سورا الاستماع إليه وهنا يخبره أن أبوه كازومو ختم به بعضا من قوى الكيوبي ليلة هجومه على كونوها وأنه يحتاج إلى ذلك الختم لخطته البديلة، وهنا يتمكن شيكامارو وشينوبي كونوها من القضاء على الجثث المنشطة ويوقفون العاصفة وهنا يفصح فوريدو عن خطته البديلة وأنه سوف يحرر ذلك الختم ويدمر كونوها. |                                                                |                                                       |                                                       |
| 69 | «اليأس» "زيتسوبو" (絶望)                                       | حصرية                                                 | 31 يوليو 2008                                         |
| بعد فشل خطة النينجا وموتهم كلهم إلا قائدهم ينضم أسوما وفريقه وروك لي وكيبا وناروتو وساكورا إليهم ويخبر أسوما سورا أن فوريدو هو كازومو الذي تم إعادة إحياؤه ويحرر كازومو الختم وتتحرر ثلاث ذيول للكيوبي ولا يتمكن ياماتو من إعادة الختم ويتدخل ناروتو ويقاتل أسوما كازومو مكملين معركتهما القديمة ويفشل ناروتو من كبح تشاكرا الكيوبي وتبدأ التشاكرا في ختمه بالتحرر أيضا وتتحرر أربعة ذيول. |                                                                |                                                       |                                                       |
| 70 | «الصدى» "كيوميه" (共鳴)                                        | حصرية                                                 | 7 أغسطس 2008                                          |
| بعد تحرر أربعة ذيول للكيوبي وفشل ياماتو في كبح التشاكرا الكيوبي بينما علق ناروتو وسورا الذي ينهار كليا، يكمل أسوما قتال كازومو الذي ازدادت قواه كثيرا ويكاد يقضي على أسوما لكن يتدخل ساي ويستعمل مهارته في صنع أجسام الحبر ويقاتلان كازومو معا ويقتلانه ويفكر ناروتو في خطة ذكية حيث يزيل كل قوى الكيوبي من سورا وتحريره ويتمكن ياماتو من السيطرة على الختم وتتغلب كونوها على النينجا. |                                                                |                                                       |                                                       |
| 71 | «صديقي» "تومو يو" (友よ)                                       | 312، 316                                              | 14 أغسطس 2008                                         |
| تنجح كونوها في التغلب على النينجا المهاجمين ويقرر سورا الذي تحرر من الختم أن يتابع طريقه والسفر والتجوال حول عالم الشينوبي ويذهب شيكامارو وأسوما للعب الشوجي ويبدآن بالتناقش عن ماهية الملك لكنهما لا يتوصلان لأي استنتاج، وفي هذه الأثناء تقوم الأكاتسكي بالتحرك وترسل عضوان جديدان يدعان هيدان وكاكوزو للإمساك بجينتشوريكي ذي الذيلان وختمه بتمثال الغيدو الضخم. |                                                                |                                                       |                                                       |

## إصدارات منزلية
| مجلد | تاريخ         | أقراص | حلقات | مرجع  |
| ---- | ------------- | ----- | ----- | ----- |
| 1    | 3 سبتمبر 2008 | 1     | 54–57 | [ 6 ] |
| 2    | 1 أكتوبر 2008 | 1     | 58–61 | [ 6 ] |
| 3    | 5 نوفمبر 2008 | 1     | 62–66 | [ 6 ] |
| 4    | 3 ديسمبر 2008 | 1     | 67–71 | [ 6 ] |